# Statstidende
Statstidende er et offentligt dansk dagblad, der udkom første gang i 1904. Det blev oprindeligt udgivet af Statsministeriet, men bliver siden 1964 udgivet af Justitsministeriet. Siden 2005 udkommer Statstidende udelukkende i elektronisk form på internettet.
Statstidende indeholder hovedsagelig meddelelser med retsvirkning for borgere, virksomheder og myndigheder. Det indeholder endvidere aktuel information fra Folketinget, centraladministrationen og EU. Et tillæg, Tingbladet, har meddelelser om tinglysninger. 
Under typografstrejken i 1947 gav man ved en særlov oplæsning i radioen samme retsgyldighed som bekendtgørelser i Statstidende.